# Jīnxiāo duō zhēnzhòng
Pour plus de détails, voir Fiche technique et Distribution.
Jīnxiāo duō zhēnzhòng (chinois : 今宵多珍重) est un film dramatique taïwano-singapourien réalisé par Wayne Peng et sorti en 2020.
Le film a été présenté en première mondiale lors de la 57e Golden Horse Awards le 5 novembre 2020 et il est sorti officiellement à Singapour le 29 avril 2021. Il a reçu 2 nominations aux 57e Golden Horse Awards, dont celle de la meilleure phototographie pour Wayne et celle du meilleur maquillage et de la meilleure conception de costumes pour Lim Sau-hoong,. Il a été proposé à l'Oscar du meilleur long métrage international à la 94e cérémonie des Oscars,.

## Synopsis
Dans le Singapour des années 1960, un médecin de famille apprend par un journal que son idole bien-aimée, Gu Ying, a été assassinée et décide de découvrir la vérité sur sa mort.

## Fiche technique
- Titre original : Jīnxiāo duō zhēnzhòng (今宵多珍重)[6],[7] (litt. « Prenez soin de vous ce soir »)
- Réalisation : Wayne Peng
- Scénario : Wayne Peng
- Photographie : Wayne Peng
- Montage : Lawrence Ang
- Musique : Evan Roberts
- Production : Chen Chi-yuan, Wayne Peng
- Sociétés de production : Pure Films, Infinite Frameworks Pte. Ltd.
- Format : couleurs
- Pays de production :  Taïwan,  Singapour
- Langue de tournage : mandarin
- Genre : drame
- Durée : 80 minutes
- Dates de sortie : 
  - Taïwan : 5 novembre 2020
  - Singapour : 29 avril 2021

## Distribution
- Chuando Tan
- Nayeli Nan Miao (zh)
- Chang Tsu-lei
- Lydia Lau King-man
- Chen Yixin
- Xiang Yun (zh)
- Tay Ping Hui (zh)